# Araby
Araby – czarno-biały polski krótkometrażowy film dokumentalny Zbigniewa Raplewskiego z roku 1963, podejmujący tematykę koni czystej krwi arabskiej ukazanych na tle pięknych krajobrazów, zrealizowany w Janowie Podlaskim.

## Nagrody
Dla Z. Raplewskiego
- 1964 - Brązowy Lajkonik dla najlepszego filmu w kategorii innych form na Ogólnopolskim Festiwalu Filmowym w Krakowie (Konkurs Krajowy)
- 1965 - I Nagroda Międzynarodowym Festiwalu Filmowym Artystycznych Filmów Krótkometrażowych w Ankarze